# Air Ardèche
Air Ardèche était une compagnie aérienne régionale française basée sur l'aéroport d'Aubenas et effectuant du transport à la demande et des liaisons aériennes régulières.

## Histoire
La compagnie Air Ardèche était créée le 01 février 1984 par André Fargier comme société de transport de passagers à la demande avec pour base opérationnelle l'aéroport d'Aubenas-Lanas.
André Fargier était le Président de la Chambre de Commerce et d'Industrie d'Aubenas (1960-1997), artisan-pâtissier de métier et plus jeune président d'une C.C.I. en France.
Air Ardèche avait repris en 1985, l'activité de la société "Lance Aviation" (filiale de la société Pétrole et Transports appartenant à la famille Rosius), en liquidation judiciaire, basée sur l'aérodrome de Lognes en région parisienne qui effectuait la ligne Aubenas - Lyon et Aubenas -Paris en Piper PA-31,.
Elle avait gardé le directeur général de Lance Aviation, Mr Claude Rosius.
En 1984 et 1986, il existait 16 compagnies aériennes régionales dont Air Ardèche dans la catégorie des compagnies complémentaires assurant des vols avec des avions de moins de 20 places,.
La compagnie Air Ardèche exploitait la ligne régulière entre Aubenas et Lyon en correspondance des vols Air Inter qu'elle avait repris à Lance Aviation.
La compagnie cessait son activité le 15 mai 1990.

## Le réseau
- Aubenas-Lyon[5].

## Flotte
- 1 Piper PA-31-340 Turbo Navajo B, immatriculé F-BTCK[10],[11].

Ce Piper PA-31 est un ancien de la flotte de Lance Aviation. Il avait été enregistré par la société mère "Pétrole et Transports" en avril 1971.